# Хау, Джулия Уорд
Джулия Уорд Хау (Хоу) (27 мая 1819 — 17 октября 1910) — американская писательница и поэтесса, аболиционистка и феминистка, философ, мать Генри Мариона Хау. Сестра скульптора Томаса Кроуфорда. Тётя писателя Фрэнсиса Мариона Кроуфорда.

## Биография
Джулия Уорд Хау родилась 27 мая 1819 года в городе Нью-Йорке в семье биржевого брокера, получила хорошее образование — сначала у домашних учителей, затем (с 16-летнего возраста) в женской гимназии.
В 1843 году вышла замуж за известного врача и общественного деятеля Сэмюэла Хау (ум. в 1876). В 1854 году опубликовала свой первый поэтический сборник «Passion Flowers», в 1856 году — второй, «Words for the Hour». Позже посвятила себя в основном философским исследованиям, а также написала множество эссе богословского и метафизического содержания. В 1866 году вышел её сборник «Later Lyrics», куда вошло также её самое знаменитое произведение — «Боевой гимн Республики», религиозная песня времён Гражданской войны.
Её перу принадлежат также многочисленные статьи на тему женского равноправия, реформы пенитенциарной системы, драмы, путевые очерки. Отдельно были изданы её труды «Sex and Education» (1874), «Modern Society» (1881), «Life of Margaret Fuller» (1883).
В 1869 году Джулия Уорд Хау и другие консервативно настроенные феминистки основали Американскую женскую суфражистскую ассоциацию, соперничающую с общенациональной организацией, основателями которой были Сьюзен Энтони и Элизабет Кейди Стэнтон. В 1890-е-1900-е гг. принимала активное участие в деятельности Общества друзей русской свободы.
Джулия Уорд Хау умерла 17 октября 1910 года в родном городе.